# مستزاد
مُستَزاد قالبی از قالب‌های شعر فارسی است و در حقیقت غزلی است که کلمه یا جملهٔ موزون و هماهنگی به آخر تمامی مصراع‌ها اضافه شده‌است.
مستزاد برای نخستین بار توسط مسعود سعد سلمان سروده شد. بعد از او شعرای زیادی به این قالب شعر گفتند. 
وزن مستزاد نوعی وزن شعر است که پس از هر مصراع آن، مصراع کوتاهی (نیم‌مصراع) می‌آید.
در شعری که دارای وزن مستزاد است، همهٔ مصراع‌ها دارای وزن یکسان نیستند و تنوع در چیدمان واژه‌ها، منطبق با وزن‌های گوناگونی است که در شعر به کار می‌رود. مستزاد از قالب‌هایی است که آن را الهام‌بخش آغاز شعر نو و قالب نیمایی می‌دانند، اگرچه بعد از ظهور شعر نو استقبال از آن به کمترین حد ممکن رسید.

## اولین مستزاد زبان فارسی
این مستزاد سروده مسعود سعد سلمان شاعر قرن پنجم هجری می‌باشد.
| ای کامگار سلطان، انصاف تو به گیهان   |  | گشته عیان  |
| مسعود شهریاری، خورشید نامداری        |  | اندر جهان  |
| ای اوج چرخ جایت، گیتی ز روی و رایت   |  | چون بوستان |
| چون تیغ آسمان گون، گردد به خوردن خون |  | هم داستان  |
| باشد به دستت اندر، از گل بسی سبک تر  |  | گرز گران   |
| بر تیز تگ هزبری، برقی که گردد ابری   |  | زیر عنان   |
| کوهی که باد گردد، چون گردباد گردد    |  | در زیر ران |
| پیش رفیع تختت، از طوع و طبع بختت     |  | بسته میان  |
| کس چون تو ناشنوده، عادل چو تو نبوده  |  | نوشین روان |
| در هیچ روزگاری، کس چون تو شهریاری    |  | ندهد نشان  |
| در شکر و مدحت تو، پاینده دولت تو     |  | شد همزبان  |
| آمد بهار خرم، شد عرصه های عالم       |  | پر گلستان  |
| از دست هر نگاری، نیکوتر از بهاری     |  | باده ستان  |
| در عز و ناز و شادی، بر تخت ملک بادی  |  | تا جاودان  |

## نمونه‌هایی از مستزاد
از ملک الشعرا بهار با عنوان از ماست که بر ماست:
| این دود سیه‌فام که از بامِ وطن خاست    |  | از ماست که بر ماست |
| وین شعله سوزان که برآمد ز چپ و راست  |  | از ماست که ‌بر ماست |
| جان گر به لب ما رسد، از غیر ننالیم   |  | با کس نسگالیم      |
| از خویش بنالیم که جانِ سخن اینجاست    |  | از ماست که ‌بر ماست |
| یک‌تن چو موافق شد، یک دشت سپاه ‌است    |  | با تاج و کلاهست    |
| ملکی چو نفاق آورد او یکه و تنها      |  | از ماست که ‌بر ماست |
| ما کهنه چناریم که از باد ننالیم      |  | بر خاک ببالیم      |
| لیکن چه کنیم‌ آتشِ ما در شکمِ ماست      |  | از ماست که ‌بر ماست |
| اسلام گر امروز چنین زار و ضعیف است   |  | زین قوم شریفست     |
| نه جرم ز عیسی، نه تعدی ز کلیساست     |  | از ماست که ‌بر ماست |
| ده سال به یک مدرسه گفتیم و شِنُفتیم    |  | تا روز نخفتیم      |
| و امروز بدیدیم که آن جمله معماست     |  | از ماست که ‌بر ماست |
| گوییم که بیدار شدیم‌! این چه خیالیست‌؟ |  | بیداری ما چیست‌؟    |
| بیداری طفلی است که محتاج به‌ لالاست   |  | از ماست که ‌بر ماست |
| از شیمی و جغرافی و تاریخ‌، نُفوریم     |  | از فلسفه دوریم     |
| وز قالَ و اِنْ قُلْتْ‌، به هر مدرسه غوغاست  |  | از ماست که ‌بر ماست |
| گویند «بهار» از دل و جان عاشقِ غربیست |  | یا کافر حربی است   |
| ما بحث نرانیم در آن نکته که پیداست   |  | از ماست که‌ بر ماست |

مستزاد مجلس چهارم (در رابطه با وقایع سیاسی مجلس چهارم مشروطیت) که توسط میرزاده عشقی سروده شده‌است از مستزادهای بسیار معروف است.
مطلع مستزاد عشقی:
| این مجلس چارم به خدا ننگِ بشر بود   |  | دیدی چه خبر بود؟! |
| هر کار که کردند، ضرر رویِ ضرر بود   |  | دیدی چه خبر بود؟! |
| این مجلسِ چارم، خودمانیم، ثمر داشت؟ |  | والله ضرر داشت    |
| صد شکر که عمرش چو زمانه به گذر بود |  | دیدی چه خبر بود؟! |

از مهدی اخوان ثالث:
| هر که گدای در مشکوی توست     |  | پادشاست   |
| شه که به همسایگی کوی توست    |  | چون گداست |
| باغ جهان موسم اردیـبهشـت     |  | یا بهشت   |
| گر نه ثنا خوان گل روی توست   |  | بی صفاست  |
| نرگس گلزار جنان هر که گفت    |  | یا شنفت   |
| این که چو چشمان پی آهوی توست |  | بی حیاست  |
| سرو شنیدم که قد آراسته       |  | خاسته     |
| مدعی قامت دلجوی توست         |  | بد اداست  |
| رحم کن ای دیده رخ زرد من     |  | دردمن     |
| گرنه امیدیش به داروی توست    |  | بی دواست  |